# Editorial Pre-Textos
La Editorial Pre-Textos es una editorial española con sede en Valencia, fundada en 1976 por Manuel Borrás Arana, Manuel Ramírez Giménez y Silvia Pratdesaba. En 1997 obtuvo el Premio Nacional del Ministerio de Cultura a la labor editorial.

## Historia
Anualmente publica los premios de poesía Emilio Prados y Arcipreste de Hita, ambos para autores menores de 35 años; el Premio Villa de Cox, de poesía; el Premio Internacional de Crítica Literaria Amado Alonso y el Premio Internacional Gerardo Diego de investigación literaria. También los Premios de la Consejería de Cultura de Cantabria de poesía, novela corta y cuentos, y el internacional de cuentos Max Aub.
Desde 2011 la Editorial Pre-Textos otorga los Premio Pre-Textos, un reconocimiento honorífico, que reciben los mejores libros editados por la editorial según la opinión de sus lectores.
En el catálogo de Pre-Textos figuran más de 1500 títulos y en él pueden encontrarse muchos de los autores contemporáneos más significativos en el ámbito de la narrativa, el ensayo y la poesía, tanto en traducciones como en lengua española, como Chéjov, García Lorca, Azorín, Pessoa, Debord, Baudelaire, Natalia Ginzburg, Joseph Conrad, Derrida, Pavese, John Updike, Rafael Cadenas, Eugenio Montejo, Louise Glück, Anne Carson, Claudio Magris y José Emilio Pacheco.

## Premios
- En 1997 ha sido galardonada con el Premio Nacional a la Mejor Labor Editorial Cultural.[1]
- La Consejería Valenciana de Cultura le concedió los premios a los libros mejor editados en español en 2000, 2001 y 2002, y el Consejo Valenciano de Cultura, la Medalla por la difusión de la cultura.[1]
- En 2008 ha recibido el Reconocimiento al Mérito editorial en la Feria Internacional del Libro de Guadalajara, México.[1]
- En 2009 recibió el premio a editores del año en la Feria Internacional del Libro de Lima, Perú.[1]